# عباسقلی اردلان
عباسقلی اردلان از سیاستمداران ایرانی بود، که در دوره‌  بیستم بعنوان نماینده سنندج در مجلس شورای ملی حضور داشت. 

## زندگی
عباسقلی اردلان (زاده ١٢٧٩-نامعلوم ) فرزند فخرالملک اردلان است.وی پس از انجام تحصیلات مقدماتى عازم اروپا شد و در رشته‏ اقتصاد و امور مالى به تحصیل پرداخت. پس از بازگشت، استخدام وزارت دارایی شد و مراحل ترقى را در آن وزارتخانه پیمود و پس از مدتى معاون وزیر دارایى شد. وی در دوره بیستم به عنوان نماینده سنندج در مجلس شوراى ملى حضور داشت. وى داماد علی‌اکبر داور بود.